# Argyroeides flavipes
Argyroeides flavipes là một loài bướm đêm thuộc phân họ Arctiinae, họ Erebidae.